# Genska rekombinacija
Genska rekombinacija ili rekombinacijski događaj je razmjena odsječaka DNK-a između kromosomskoga para. Obično se odvija u mejozi. 
Proces koji obično prethodi genskoj rekombinaciji je proces sinapsisa, uparivanja homolognih kromosoma. Tada homologni kromosomi (oni koji potječu od različitih roditelja) udružuju se i stvaraju parove - bivalente.
Rekombinacijom se stvara potomstvo koje ima kombinacije materijala koje odudara od onih koji je kod roditelja. Kod eukariota genska rekombinacija tijekom mejoze može voditi putem spolnog razmnožavanja to novog skupa genske informacije koja se može prenijeti potem nasljeđivanja s roditelja na potomstvo. Većina rekombiniranja zbiva se prirodno. Tijekom mejoze eukariota, genska rekombinacija sadrži uparivanje homolognih kromosoma. Ovo može dovesti do izmjene informacije među kromosomima. 
Izmjena informacije može se pojaviti bez fizičke razmjene - sekcija genskog materijala kopira se s jednog kromosoma na drugi, a da se pritom na daje kromosome koji se mijenje; ili lomljenjem i ponovnim udruživanjem lanaca DNK, koji tvore nove molekule DNK. Rekombiniranje se može dogoditi tijekom mitoze kod eukariota, što obično uključujue dva sestrinska kromosoma koji su nastali nakon kromosomskog repliciranja. U ovom se slučaju nove kombinacije alela nisu stvorile, budući su sestrinski kromosomi obično istovjetni. Kod mejoze i mitoze, rekombiniranje se pojavljuje između homolognih koji su slične molekule (homolozi) DNK. Kod mejoze, nesestrinski homologni kromosomi uparuju se jedan s drugim tako se se rekombiniranje karakteristično pojavi između nesestrinskih homologa. I kod mejoznih i kod mitoznih stanica, rekombinacija između homolognih kromosoma je uobičajeni mehanizam koji se rabi u popravku DNK.
Genska rekombinacija i rekombinirani popravak DNK pojavljuje se kod bakterija i arheja, koje se nespolno razmnožavaju. Rekombiniranje se može napraviti i u laboratorijskim uvjetima, čime se proizvodi rekombinantna DNK radi proizvodnje cjepiva. Somatska rekombinacija (V(D)J recombinacija) u organizama prilagodljivog imunološkog sustava vrsta je genske rekombinacije koja se specifična za mjesto, a pomaže obrambenim stanicama brzu diverzifikaciju radi prepoznavanja i prilagođavanja novim patogenima.
Rekombinacija može biti opća i specifična. Kod opće rekombinacije crossing overom nakon pucanja uzvojnica DNK ponovo se prespajaju. Izmjena se može zbiti na bilo kojem dijelu uzvojnice. Mjesto gdje se jedan lanac DNK veže s drugim nazivamo heterodupleks (ta je veza dužine do 1000 b.p.). Rekombniranje se zbiva točno po načelu komplementarnosti i ne mijenja se redoslijed nukleotida. Specifična rekombinacija je mjesno-specifična rekombinacija (site-specific recombination), jer se zbiva između specifičnih sljedova manje homolognosti DNK. Izmjena može biti i na istoj ili na različitoj DNK. U specifičnoj rekombinaciji posreduju specifični rekombinacijski enzimi koji prepoznaju ciljni redoslijed nukleotida, koji se za razliku od opće rekombinacije, mijenja.
Gensku rekombinaciju kataliziraju brojni enzimi. Rekombinaze su ključni enzimi koji kataliziraju transfer lanca.
Kod eukariota, rekombinacija tijekom mejoze zbije se putem crossing overa, čime potomstvo ima drukčije kombinacije gena od roditelja, a povremeno se pojave i himerski aleli.
Kod genske konverzije, odsječak genskog materijala se kopira s jednog kromosoma na drugi, a da se pritom kromosom koji daje ne mijenja.
Rekombiniranje se može dogoditi između DNK sekvencija koje ne sadrže homologne sekvencije. Ovo može prouzročiti kromosomska premještanja koja ponekad mogo dovesti do raka.